# Teoría de la producción
En microeconomía, la teoría de la producción o teoría del productor estudia la forma en que pueden combinarse los factores productivos de una forma eficiente para la obtención de productos o bienes. Estos productos pueden ser destinados al consumo final o utilizados en otro proceso productivo como insumos. Una empresa es cualquier organización que se dedica a la planificación, coordinación y supervisión de la producción. La empresa es el agente de decisión que elige entre combinaciones disponibles factores-producto y maximiza su beneficio. 
El problema de optimización al que se enfrenta el productor comparte similitudes con el problema del consumidor. En el caso del consumidor, la cuestión es maximizar una función de utilidad dada una restricción presupuestaria. En el caso de la producción, se trata de maximizar la función de beneficios teniendo en cuenta restricciones tecnológicas, es decir, partiendo de una tecnología existente que permite escoger entre un conjunto de elecciones factibles y suponiendo, en principio, que los precios de los factores productivos están dados. De esta manera, el problema de la producción atraviesa dos filtros, uno desde el punto de vista técnico, por el cual solo se eligen los procesos eficientes tecnológicamente y otro de carácter económico, por el cual se elige aquel proceso productivo de menor coste.

## Función de producción
La función de producción muestra la cantidad máxima de producto que puede obtenerse a partir de las distintas combinaciones de factores productivos, con una tecnología dada. simplificación, se considera que se produce un solo bien (o servicio) por una empresa y que para producirlo es necesario una serie de elementos denominados factores de producción (también denominados insumos o inputs). El bien o servicio producido recibe el nombre de producto o output. Los factores que se utilizan pueden ser clasificados en grandes categorías: tierra, trabajo y  capital y materias primas. Una simplificación frecuente es reducir a dos factores: trabajo y capital, que engloba objetos como pueden ser maquinaria, inmuebles, ordenadores y vehículos. La expresión matemática de esta función de producción es la siguiente:{\displaystyle q=f(\mathbf {L} ,K)}

### Curva isocuanta

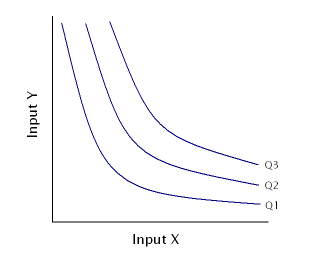
Mapa de isocuantas, donde se representan tres curvas isocuantas, cada una de las cuales informa de un volumen de producción, Q1, Q2 y Q3, cada uno más elevado que el anterior. X e Y representan dos factores productivos cualesquiera, usualmente capital y trabajo.

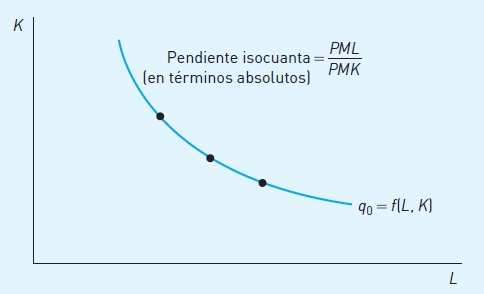
La pendiente de la curva isocuanta es la relación entre los productosmarginales del trabajo y el capital

Una isocuanta representa las diferentes combinaciones de factores que proporcionan una misma cantidad de producto. Para alcanzar un determinado nivel de producto se puede realizar como resultado de diferentes combinaciones de factores productivos, dependiendo del método que se utilice. Desde el punto de vista técnico, todos los puntos de una curva isocuanta son igualmente eficientes, y mientras no se introduzcan factores económicos, no se escogerá un óptimo.
Ejemplo:
Si suponemos que en la producción sólo intervienen dos factores positivos, el trabajo (L) y el capital (K), la función de producción está dada por la expresión
{\displaystyle q=f(\mathbf {L} ,K)}
Que establece el nivel máximo de producción que puede obtenerse de cada combinación de los factores de producción: trabajo y capital. Si tomamos como dato un determinado nivel de producto {\displaystyle q0}, la función de producción indicará las distintas combinaciones de los factores de producción que permiten alcanzar {\displaystyle q0}. En la imagen se representan algunas de las posibles combinaciones que permiten producir la cantidad {\displaystyle q0} y, uniéndolas, hemos trazado una curva que denominamos curva isocuanta o curva del mismo nivel de producto. La ecuación de la isocuanta correspondiente al nivel de producción {\displaystyle q0} se expresa como sigue:
{\displaystyle q0=f(K,L)}
desde un punto de vista técnico, cualquiera de las combinaciones expuestas en la isocuanta es apropiada para obtener la cantidad {\displaystyle q0}: todas son técnicamente eficientes. El gerente, sin embargo, está interesado en minimizar los costos y debe encontrar la combinación que genere el menor costo.

### La función de producción a corto plazo
En el corto plazo se considera constante la cantidad de un factor (normalmente el capital) y variable el otro (trabajo). De esta forma se obtiene la función de producción a corto plazo, dependiente de un solo factor. En la práctica existen múltiples procesos productivos en los que no se puede alterar de forma inmediata las cantidades de algunos factores empleados, por ejemplo un restaurante cuenta con unas instalaciones dadas, tales que aunque pueden ser ampliadas o reducidas, esto requeriría un periodo de tiempo prolongado que impediría que en el corto plazo pudiese ser tenido en cuenta a la hora de tomar decisiones relativas a la producción. Sin embargo los cambios en la cantidad de personas empleadas o de horas trabajadas en el restaurante puede ser modificado de forma bastante rápida.

### La relación marginal de sustitución técnica
La relación marginal de sustitución técnica (RMST) mide la disminución en la cantidad empleada de un factor productivo ({\displaystyle -\Delta K}) cuando se utiliza una unidad extra de otro factor productivo ({\displaystyle \Delta L=1}), de manera que el volumen de producción permanezca constante ({\displaystyle q={\bar {q}}}).
{\displaystyle RMST(L,K)=-{\frac {\Delta K}{\Delta L}}={\frac {PM_{L}}{PM_{K}}}}
donde {\displaystyle PM_{K}} y {\displaystyle PM_{L}} son el producto marginal (o productividad marginal) de los factores K y L, respectivamente.
A lo largo de una isocuanta, la RMST muestra la relación a la que un factor productivo (capital o trabajo) puede ser sustituido por otro, mientras se mantiene el mismo nivel de producción. Así la RMST es el valor absoluto de la pendiente de una isocuanta en el punto en cuestión.

## Análisis económico, precios de los factores y de los productos

### El problema de maximización del beneficio
Este problema generalmente se puede representar de forma matemática de la siguiente manera

{\displaystyle \max _{(Y_{1},\dots ,Y_{n})\in \Phi }P_{1}Y_{1}+\dots +P_{n}Y_{n}-(C_{1}X_{1}+\dots +C_{m}X_{m})}
{\displaystyle ,\qquad {\mbox{con}}\ \Phi =\{(Y_{1},\dots ,Y_{n})\in (\mathbb {R} ^{+})^{n}|Y_{i}\leq F_{i}(x_{i1},\dots x_{im})\}}

Donde además deben tenerse en cuenta las condiciones de uso de los inputs adquiridos por la empresa. (Pueden ser reescritas para algunos outputs)

{\displaystyle X_{i}=\sum _{j=1}^{n}x_{i1}}

La explicación de este problema: el objetivo de la empresa es maximizar su beneficio, que es la diferencia entre los ingresos y los costes. Los ingresos totales son iguales a los outputs producidos por los precios a los que se venden (nótese que suponemos que se vende toda la producción de la empresa, cosa que no es siempre el caso en la realidad), y los costes son los de multiplicar los inputs utilizados por los precios de los mismos. Ahora bien, las restricciones serían que los outputs son función (de producción) de las cantidades de cada uno de los inputs utilizados, incluso si un input no se utilizara, se podría considerar que la cantidad utilizada de ese input es cero.